# Beautiful Hangover
"Beautiful Hangover" là đĩa đơn tiếng Nhật thứ năm của ban nhạc nam Hần Quốc Big Bang. Đĩa đơn được phát hành vào ngày 25 tháng 8 năm 2010 thông qua hai hãng thu âm YG Entertainment và Universal Music Japan. Đĩa đơn sau đó có mặt trong album phòng thu tiếng Nhật thứ hai của Big Bang, Big Bang 2.

## Video âm nhạc
Video được bắt đầu quay vào tháng 7 năm 2010 và bao gồm hai phiên bản. Phiên bản được khuyến cáo ra mắt vào ngày 10 tháng 8 năm 2010, và chỉ được phát trên truyền hình sau nửa đêm. Phiên bản duyệt lại (được sửa lại để có nội dung phù hợp với thiếu niên) ra mắt vào ngày 24 tháng 8 năm 2010.
Video được đặt ở chế độ không màu, trong đó hiện lên hình ảnh của Taeyang, người bị tổn thương vì sự lạnh lùng vô cảm của cô gái anh yêu, bị cám dỗ sử dụng thuốc của Daesung. G-Dragon có vẻ như đã bị cô gái bí ẩn kia hớp hồn, cũng như trở thành nô lệ của thứ thuốc mà Daesung sở hữu. Seungri về phần mình đang điều khiển và quan sát Daesung lẫn Taeyang từ căn phòng màu trắng với bốn màn hình máy tính theo dõi; còn T.O.P đang ngồi trong một căn phòng tối. Taeyang nhảy trong một căn phòng màu trắng với những chấm xám đang nhấp nháy và trong một căn phòng khác với những chiếc camera theo dõi. Thứ thuốc của Daesung xuất hiện khá nhiều lần trong tay của Seungri. Taeyang cuối cùng không thể thoát khỏi sự cám dỗ.

## Danh sách track
| STT              | Nhan đề              | Phổ lời                                | Phổ nhạc                                  | Thời lượng |
| ---------------- | -------------------- | -------------------------------------- | ----------------------------------------- | ---------- |
| 1.               | "Beautiful Hangover" | G-Dragon, SHIKATA, iNoZzi, Perry Borja | Nadir Benkahla, Saeed Molavi, Perry Borja | 3:46       |
| 2.               | "Somebody to Luv"    | Perry Borja, Kitayama Moss, G-Dragon   | G-Dragon, Seung Chun Ham                  | 3:32       |
| Tổng thời lượng: | Tổng thời lượng:     | Tổng thời lượng:                       | Tổng thời lượng:                          | 7:18       |

## Xếp hạng
| Bảng xếp hạng            | Vị trí cao nhất | Doanh số ra mắt | Tổng doanh số | Số tuần trên BXH |
| ------------------------ | --------------- | --------------- | ------------- | ---------------- |
| BXH Hàng ngày của Oricon | 5               | 25.461          | 36.600+       | 8 tuần           |
| BXH Hàng tuần của Oricon | 7               | 25.461          | 36.600+       | 8 tuần           |